# Міжнародний хокейний турнір 1968
Міжнародний хокейний турнір — міжнародний хокейний турнір у СРСР, проходив 1—4 грудня 1968 року в Москві. У турнірі брали участь три національні збірні СРСР, Канади та Фінляндія, а також другий склад збірної СРСР (замінила команду із США «Вісконсин Бобкетс»), через події у Празі не брала участі у турнірі збірна Чехословаччини.

## Результати та таблиця
|    |           | СРСР "A" | СРСР "B" | ФІН | КАН | В | Н | П | Ш    | О |
| 1. | СРСР      | ***      | 5:2      | 5:2 | 6:0 | 3 | 0 | 0 | 16:4 | 6 |
| 2. | СРСР-II   | 2:5      | ***      | 2:2 | 4:3 | 1 | 1 | 1 | 8:10 | 3 |
| 3. | Фінляндія | 2:5      | 2:2      | *** | 2:2 | 0 | 2 | 1 | 6:9  | 2 |
| 4. | Канада    | 0:6      | 3:4      | 2:2 | *** | 0 | 1 | 2 | 5:12 | 1 |

## Нагороди
- Найрезультативніша збірна — СРСР-А
- Найрезультативніший гравець — Борис Майоров (СРСР) 3 шайби
- Найкращий захисник —  Д. Боунес
- Найкращий воротар —  Урпо Ілонен
- Найкращий молодий гравець —  Л. Оксанен